# George FitzRoy, 4.º Duque de Grafton
George Henry FitzRoy, 4.º Duque de Grafton  KG  (14 de janeiro de 1760 – Euston, 28 de setembro de 1844) foi um pariato inglês e político do Partido Whig.
FitzRoy era filho de Augustus FitzRoy, 3.º Duque de Grafton, e sua esposa Anne Liddell, filha de Henry Liddell, 1.º Barão Ravensworth. Ele estudou na Harrow School e no Trinity College, Cambridge, onde tornou-se um amigo próximo de William Pitt, o Novo. De 1782 até 1784, FitzRoy foi membro do parlamento por Thetford, depois foi eleito junto com Pitt como parlamentares pela Universidade de Cambridge. Ele manteve seu assento na Câmara dos Comuns até herdar o ducado de seu pai em 1811.

## Descendência
FitzRoy se casou em 16 de novembro de 1784 com Charlotte Maria Waldegrave. Eles tiveram onze filhos:
- Maria Anne FitzRoy (1785–1855). Casou-se com Sir William Oglander, 6.º Baronete, com descendência.
- Georgiana FitzRoy (1787–1855). Não se casou.
- Elizabeth Anne FitzRoy (1788–1867). Casou-se com John Henry Smyth, com descendência.
- Henry FitzRoy, 5.º Duque de Grafton (1790–1863). Casou-se com Mary Caroline Berkeley, com descendência.
- Charles FitzRoy (1791–1865). Casou-se com Anne Cavendish, com descendência.
- Isabella Frances FitzRoy (1792–1875). Casou-se com Henry Joseph St. John.
- William FitzRoy (1794–1804). Morreu jovem.
- Hugh FitzRoy (1795–1797). Morreu jovem.
- Richard FitzRoy (1798). Morreu jovem.
- Richard FitzRoy (1800–1801). Morreu jovem.
- James FitzRoy (1804–1834). Não se casou.